# إدي كويك
إدي كويك (بالإنجليزية: Eddie Quick)‏ هو لاعب كرة قاعدة أمريكي، ولد في ديسمبر 1881 في بالتيمور في الولايات المتحدة، وتوفي في 19 يونيو 1913 في روكي فورد في الولايات المتحدة.

## وصلات خارجية
- إدي كويك على موقعبيزبول رفرنس.كوم (الدوري الرئيسي) (الإنجليزية)
- إدي كويك على موقعبيزبول رفرنس.كوم (الدوري الثانوي) (الإنجليزية)